# Johan Bierens de Haan
Johannes Abraham Bierens de Haan (Haarlem, 17 maart 1883 − Siena, Italië, 13 juni 1958) was een Nederlandse bioloog en dierpsycholoog en een der grondleggers van de dierpsychologie.

## Biografie
Bierens de Haan groeide op in een welgesteld protestants gezin als een van dertien kinderen. Zijn vader was theehandelaar, zijn broer was de theoloog en filosoof Johannes Diderik Bierens de Haan. Vanaf 1895 bezocht hij het Haarlemse gymnasium en in 1901 ging hij aan de Utrechtse universiteit wiskunde en sterrenkunde studeren. Vier jaar later deed hij kandidaatsexamen. Na zijn militaire dienstplicht ging hij biologie studeren, wat hij in 1913 cum laude afsloot op het proefschrift Over homogene en heterogene versmeltingen bij Echinidenkiemen. Vanaf september 1913 was hij een jaar lang werkzaam bij het Biologische Versuchsanstalt in Wenen. In de Eerste Wereldoorlog diende hij in Nederland bij het leger.
Van 1919 tot 1921 werkte hij als bioloog op de afdeling Handelsmuseum van het Koloniaal Instituut in Amsterdam. Daarna, verhuisd naar Genève, bekwaamde hij zich in de dierpsychologie. Terugkerend in Nederland was hij van 1924 tot 1939 privaatdocent in de zoölogie aan de universiteit van Amsterdam. In de Amsterdamse dierentuin Artis verrichtte hij jarenlang dierpsychologisch onderzoek en experimenten, wat resulteerde in enkele belangrijke en vooruitstrevende publicaties. Bierens de Haan wordt internationaal beschouwd als een der grondleggers van de dierpsychologie.
Tot aan zijn onverwachte dood (tijdens een vakantie in Siena) vervulde hij diverse secretariaten. Van die laatste was het belangrijkste dat van de in Haarlem gevestigde Hollandsche Maatschappij der Wetenschappen; hij was lid van die maatschappij vanaf 1938, en secretaris vanaf 1939 tot zijn overlijden. In 1952 publiceerde hij het gedenkboek ter gelegenheid van het 200-jarig bestaan.